# Eurycercus lamellatus
Eurycercus lamellatus (лат.) — вид ветвистоусых раков из семейства Chydoridae. Описан в 1776 году Отто Фредериком Мюллером. 
Обычные, крупные и обильные виды, широко распространенные в Европе (недавно интродуцированы в Бразилю).
По литературным данным заселяет как олиготрофные, так и эвтрофные озера.
Предпочитает селиться среди растительности: Myriophyllum, Nymphaea, Nuphar, Chara, но иногда встречается и без растений, вплоть до значительной глубины, а иногда и среди планктона открытой воды (особенно по ночам). Сообщается о находках этого вида в водохранилищах, речных рукавах и поймах рек, прудах, гипогейных водах, временных водах, а также в низинах и горных районах на высотах до 2500 м. Предпочитает воды с рН > 3,9 и > 2,1 мг Са2+ дм-3.
Половой период проходит в сентябре — октябре. У самок развивается до трёх эмбрионов. В отсутствие хищников этот вид предпочитает биотопы с высшей водной растительностью.